# 한국발명진흥회
한국발명진흥회(韓國發明振興會, Korea Invention Promotion Association, KIPA)은 1973년 설립된 특허청 산하 기타 공공기관으로 서울특별시 강남구 테헤란로 131(역삼동 647-9) 한국지식재산센터에 위치하고 있다.

## 설립목적
한국발명진흥회는 발명진흥법 제52조에 의거 설립된 특수법인으로서 발명진흥사업을 체계적·효율적으로 추진하고 발명가의 이익증진을 도모하여 국내 지식재산산업을 보호·육성하여 국가 경쟁력 강화에 이바지하고자 설립되었다.

## 주요업무
- 발명의 날(매년 5월19일) 기념행사 개최

(우수발명인 및 기업 유공자 발굴,포상)
- 발명진흥 기반조성 및 각종발명 장려사업

(학생발명전, 창의력발명올림피아드, 특허기술대전, 서울국제발명전시회, 해외전시회 참가 등)
- 특허기술 사업화를 위한 각종 자금지원

(시작품제작지원, 국제출원비용지원, 특허기술담보 가치평가 비용 지원 등)
- 특허기술거래 활성화

(특허기술거래컨설팅 지원, 기술거래 중개, IP활용전략 컨퍼런스 개최, 특허분석평가시스템 운영 등)
- 지식재산 창의인재 육성

(발명영재 육성지원, 발명특화고 지원, 청소년 나눔발명교육, 발명교실 운영지원 등)
- 지식재산 산업인력양성

(이공계 대학(원)생 지식재산교육, 지식재산 교수양성 교육, 기업의 지식재산 전담요원 교육 등)
- 지식재산 온라인 교육 무료서비스

(초, 중, 고생 및 대학(원)생, 교사 및 기업의 지식재산 실무인력 등)
- 지역 지식재산 인프라 구축

(31개 지역지식재산센터 관리 및 운영, 지역의 전통산업 발굴, 지식재산도시 선포 등)
- 지역 지식재산 경영활동 촉진

(특허, 브랜드, 디자인 스타기업 육성, 비영어권 브랜드 지원, 민간지식재산 전략전문가 파견 등)

## 연혁
- 1973년 (사)한국특허협회 (민법 제 32조)
- 1982년 (사)한국발명특허협회 (대통령지시사항 시행일환)
- 1992년 부산지회 설치
- 1993년 광주지회 설치
- 1994년 한국발명진흥회 설립 (발명진흥법 제 52조)
- 1995년 부설 특허기술정보센터 설립 (발명진흥법 제 21조)

(2001년 '한국특허정보원'으로 분리독립)
- 1996년 소속 특허기술사업알선센터 설립 (발명진흥법 제 34조)
- 1997년 소속 지적재산연구센터 설립 (발명진흥법 제 51조)

(2005년 '한국지식재산연구원'으로 분리독립)
발명회관 개관 (지상7층, 지하2층, 연면적 4,936.88m2)
- 1999년 대전지회 설치
- 2000년 특허기술상설장터 설치
- 2001년 강원지회 설치
- 2003년 한국지식재산센터(KIPS)개관 (지상20층, 지하8층, 연면적 48,638.66m2)
- 2006년 한국발명진흥회 원격교육연수원 인가
- 2011 전북지부 설치
- 2012 발명영재교육연구원 설립
- 2013 무한상상실 개소
- 2014 한국지식재산평가거래센터 개소

## 조직

### 한국발명진흥회장
- 이사회

#### CEO (상근부회장)

##### 경영관리본부
- 기획조정실
- 경영지원실
- 지역지식재산실
- 국제협력실
- 평가품질관리팀

##### 사업지원본부
- 발명진흥실
- 지식재산경영실
- 기업성장지원실
- 지식재산거래소

##### 교육연구본부
- 지식재산인력양성실
- 창의발명교육연구실
- 평생교육실

## 지부
- 부산지부
- 광주지부
- 강원지부
- 전북지부
- 세종지부

## 참조
- 한국발명진흥회  - 공식 웹사이트